# Денніс Фелтем Джоунз
Денніс Фелтем Джоунз (англ. Dennis Feltham Jones; 15 липня 1918 — 1 квітня 1981) — британський письменник, автор наукової фантастики, що публікувався під іменем Д. Ф. Джоунз, командер Королівського флоту під час Другої світової війни та жив у Корнуоллі.
Перший роман Денніса Джоунза, «Колос» (1966) про оборонний суперкомп'ютер, який використовує свій контроль над ядерною зброєю, щоб підкорити людство, був екранізований у художньому фільмі «Колос: Проєкт Форбіна» (1970).

### Романи

#### «Колос»
- «Колос» (англ. «Colossus»; 1966)
- «Падіння Колоса» (англ. «The Fall of Colossus»; 1974)
- «Колос і Краб» (англ. «Colossus and the Crab»; 1977)

#### Інші
- «Імплозія» (англ. «Implosion»; 1967)
- «Не зривайте квіти або Денвер зник» (англ. «Don't Pick the Flowers, or Denver is Missing»; 1971)
- «Зомбі-плавець» (англ. «The Floating Zombie»; 1975)
- «Ксено або Земля знайдена» (англ. «Xeno, or Earth Has Been Found»; 1979)
- «Пов'язані в часі» (англ. «Bound in Time»; 1981)

### Короткі оповідання
- «Перерва на каву» (англ. «Coffee Break»; 1968)
- «Чорна хуртовина» (англ. «Black Snowstorm»; 1969)
- «Токсин» (англ. «The Tocsin»; 1970)

## Екранізації
- «Колос: Проєкт Форбіна» (1970), фільм режисера Джозефа Сарджента за мотивами роману «Колос» (1966).